# Einheits-Hilfszug
Als Einheitshilfszug (EHZ) wird heute hauptsächlich der von der Deutschen Reichsbahn (DR) zwischen 1973 und 1979 entwickelte und gebaute Standardhilfszug der DR bezeichnet. Als Hilfszug definiert man bei der Eisenbahn alle selbstfahrenden oder lokbespannten schienengebundene Fahrzeuge für die technische Hilfeleistung bei Betriebsstörungen oder Eisenbahnbetriebsunfällen.
Seit 2014 bis Ende 2017 wurden die etwa 40 bis 50 Jahre alten Fahrzeuge durch Modulare Trägerfahrzeuge mit Anwendungsorientierten Containern ersetzt.

## Entwicklung

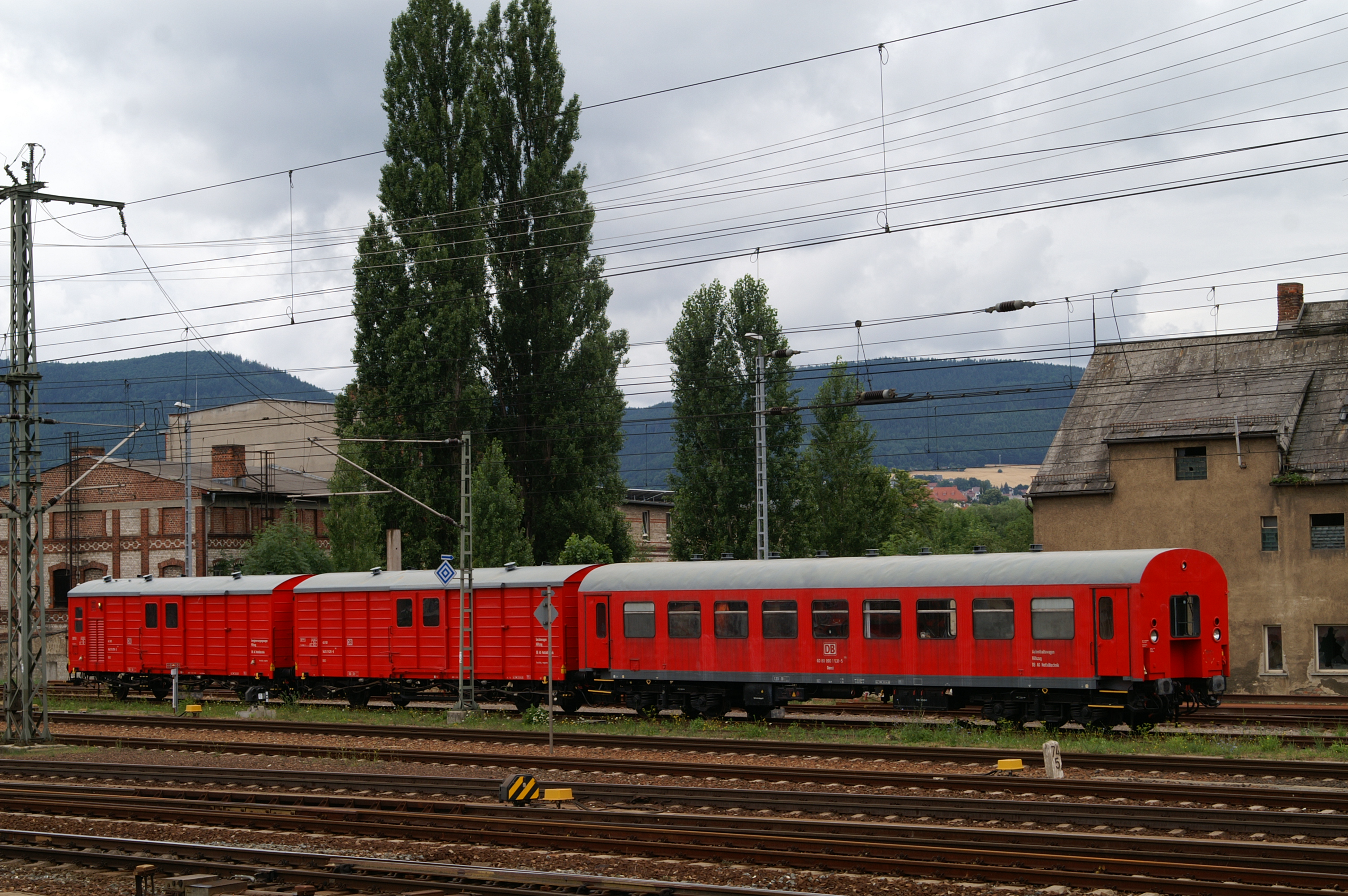
Einheits-Hilfszug Begleiterwagenseite, Saalfeld 2008

Anfang der siebziger Jahre entschied sich die Deutsche Reichsbahn, die aus verschiedensten Wagentypen und teilweise noch aus Länderbahnzeiten bestehenden alten Hilfszüge oder Hilfsgerätewagen zu vereinheitlichen und den Einsatzkräften neue, zweckmäßige und für höhere Geschwindigkeiten zugelassene Fahrzeuge zur Verfügung zu stellen. Dazu wurde ein zweiteiliger Hilfszug geplant, der aus einem kombinierten Mannschafts- und Gerätewagen und einem Gerätewagen mit Energieversorgungsanlage bestehen sollte. Während Erstgenannter aus einem Fahrzeug der Reisezugwagenbauart entstehen sollte, war für die Energieversorgung von Anfang an ein Güterwagen der Gattung Gbs vorgesehen. Zur freien Beweglichkeit der Hilfszugmannschaft sollte der Güterwagen an einer Stirnseite einen UIC-Übergang erhalten. Die Indienststellung der neuen Hilfszüge sollte bis 1980 in allen Dienststellen abgeschlossen sein.
Weil die vorgesehenen 26-Meter-Reisezugwagenkästen der Bauart Halberstadt nicht verfügbar waren, wurden die Pläne für den neuen Standardhilfszug der DR abermals überarbeitet und der kombinierte Mannschafts- und Gerätewagen in zwei Einzelfahrzeuge aufgeteilt. Nunmehr sollte als Spenderfahrzeug für den Mannschaftswagen ein Reisezugwagen der Rekobauart (Gattung Bghw) und für den Gerätewagen ein weiterer Gbs herangezogen werden. Die Wagenkästen für die Güterwagen stellte die DR in ihrem Raw „Einheit“ Leipzig selbst in großen Stückzahlen her. Die Mannschaftswagen wurden aus entbehrlichen aber noch brauchbaren, vierachsigen Rekowagen gefertigt. Dieser nunmehr dreiteilige Hilfszug wurde so im Raw Potsdam gefertigt. Die Erprobung des Baumuster-Zuges begann 1975 im Bahnbetriebswerk Leipzig West. Die dabei gewonnenen Erfahrungen flossen, nach einer Probezerlegung, in die 1977 anlaufende Serienproduktion der einzelnen Wagen des Hilfszugs ein und führten zu ständigen Verbesserungen an Ausstattung und Fahrzeugen.
Es wurden 51 komplette Einheiten und einige einzelne Gerätewagen geliefert. Unterhaltungswerk und Heimat-Raw war, bis zu seiner Schließung, das Raw Potsdam.

## Aufbau

### Mannschafts- oder Aufenthaltswagen
Die Mannschaftswagen wurden zwischen 1977 und 1978 unter Verwendung brauchbarer Reisezugwagen der Gattung Bghw hergestellt. Dabei wurden die Wagenkästen, die Fahrwerke und die Bremsen der Spenderfahrzeuge beibehalten und aufgearbeitet. Der Wagen läuft auf Drehgestellen der Bauart Görlitz Vb mit 950 mm-Radsätzen und wird durch eine Druckluftbremsanlage der Einheitsbauart Knorr (KE-GP) gebremst.  Für die einzubauende Wendezugsteuerung wurden alle Wagen des Hilfszuges mit einer Hauptluftbehälterleitung ausgerüstet. Die mechanische Handbremse wirkt auf ein Drehgestell. Die brems- und lauftechnisch zugelassene Höchstgeschwindigkeit wurde mit 120 km/h festgesetzt.
Die Wagenkästen erhielten im Dachbereich Verstärkungen für einen zweiten großen Wassertank, besondere Wärmedämmung und Flettner-Lüfter über allen Räumen. In die Klappfenster der Umkleide- und Sanitärräume wurden teilweise satinierte Scheiben eingebaut. Der UIC-Übergang am Nichthandbremsende wurde verschlossen und durch ein rechteckiges Fenster ersetzt. An dieser Stirnwand installierte das ausführende Raw ein Dreilicht-Spitzensignal und Schlussleuchten für den vereinfachten Wendezugbetrieb bei geschobenem Hilfszug. Der dazu dienende Führerstand verfügt über Bremsventil, Signaleinrichtung, Befehlsgerät und Scheibenwischer. Manche Heimatdienstellen des Hilfszuges modifizierten diese Ausrüstung teilweise bis zur vollständigen Wendezugsteuerung mit Fahrschaltern und Überwachungsgeräten für Diesellokomotiven der damaligen Baureihen V 100 und V 180.
Den gesamten Innenausbau des Mannschaftswagens gestaltete das Raw Potsdam zweckentsprechend neu. So schlossen sich an den Vorraum mit dem Führerstand eine Toilette und ein Abstellraum, ein Küchenabteil (mit Spüle, Kochgelegenheit, Kühlschrank) und ein großer Aufenthaltsraum für die Mannschaft an. Danach folgten ein Raum für den Hilfszugleiter, drei Umkleide- und Trockenräume und ein großer Waschraum. An diesem Wagenende, dem Handbremsende, behielt man den UIC-Übergang bei, um den Übergang in den Gerätewagen zu ermöglichen. In den drei Umkleide- und Trockenräumen waren ursprünglich Schränke für achtzehn Personen, Schuhablagen und Trockenvorrichtungen auf den Heizkörpern für nasse Arbeitskleidung eingebaut. Die Sitzbänke im Aufenthaltsraum und im Raum des Hilfszugleiters konnten als Schlafpritschen umgeklappt werden. Insgesamt entstanden so neun Liegemöglichkeiten.
Der Aufenthaltswagen verfügt neben der üblichen 24 V-Elektroenergieversorgung aus der Wagenbatterie, über eine 220/380 V (230/400 V)-Drehstromanlage die aus dem Ortsnetz oder vom Stromerzeuger des Energieversorgungswagens gespeist werden kann. Die zwei, insgesamt 780 Ah fassenden Wagenbatterien werden während der Fahrt von einem Drehstrom-Achsgenerator (4,5 kW) oder im Stand mit dem unter dem Wagen verbauten Ladegerät geladen oder gepuffert und versorgen auch die beiden anderen Wagen des Hilfszuges mit 24 V Gleichstrom.
Zwei 400-Liter Edelstahlbehälter im Dachbereich sicherten eine autarke Wasserversorgung. Warmwasser stand ursprünglich nur bei Betrieb des Drehstromnetzes aus Warmwasserbereitern zur Verfügung. Zur Beheizung des Wagens dienten entweder eine Niederdruckdampfheizung oder eine elektrische Heizanlage deren Heizkörper sowohl aus der Zugsammelschiene mit 1000 V, 16 ⅔ Hz/50 Hz oder aus dem Drehstromnetz versorgt werden konnten. Die E-Heizanlage diente in den Wintermonaten auch dem Warmhalten des abgestellten Hilfszuges. Dabei war aber Fremdeinspeisung aus dem Ortsnetz erforderlich.

### Gerätewagen
Unmittelbar hinter dem Aufenthaltswagen läuft der Gerätewagen in der Mitte des Hilfszuges. Deshalb hat der in Ganzstahlbauweise hergestellte Wagenkasten an beiden Seiten UIC-Übergangseinrichtungen mit einflügeligen Drehtüren und seitliche Schiebetüren mit je zwei Fenstern. Die Laufwerke entsprechen der Güterwagenbauart Gbs mit Doppelschakengehänge, Rollenlagern und einer Druckluftbremse der Bauart KE-1C. Eine Handbremse wird vom Wageninneren aus bedient. Lauf- und bremstechnisch ist, abweichend vom Aufenthaltswagen, nur eine Höchstgeschwindigkeit von 100 km/h möglich. Der Wagen erhielt durchgehende Hauptluftbehälterleitung, Zugsammelschiene, Dampfheizleitung, Steuerleitungen für den Wendezugbetrieb und diverse Energieversorgungs- und Kommunikationsleitungen. Die 24 V Stromversorgung  für Beleuchtung erfolgte aus der Batterie des Mannschaftswagens.
Der 12,5 m lange Innenraum ist für die Lagerung von Geräten, Ausrüstungsgegenständen, Schläuchen, Kabeln, Seilen und anderem Werkzeug vorgesehen. Dazu erhielten die Längswände unterschiedliche Regale, Lagerungen und Schränke. Unmittelbar neben den mittig angeordneten Schiebetüren, fanden das Aufgleisgerät von MFD (Deutschlandgerät) zum Aufgleisen, das zugehörige Hydraulikaggregat, die Heber und die Hilfsdrehgestelle zum Abschleppen von Eisenbahnfahrzeugen ihren Platz. Zum Aus- und Einladen der Technik verfügt der Wagen über einen Brückenkran mit elektrischer Laufkatze, der sich jeweils 0,9 m seitlich aus dem Wageninneren durch die Türöffnungen verschieben lässt. Der Kran hat eine Hubkraft von 5 kN. Unter dem Wagen können weitere Aufgleisgeräte verladen werden.
Der Gerätewagen wird von der Batterie des Aufenthaltswagens mit 24 V Gleichstrom versorgt. Die Einspeisung für die Licht- und Drehstromverbraucher erfolgt über durchgehende Versorgungsleitungen aus dem Energieversorgungswagen oder dem Ortsnetz. Die Wagen wurden, abgesehen vom Baumuster (1975) in den Jahren 1978 und 1979 gebaut.

### Energieversorgungswagen
Die Energieversorgungswagen des Einheits-Hilfszuges wurden in den Jahren 1978 bis 1979 gebaut und bildeten den Abschluss des Hilfszug-Beschaffungsprogrammes. Als Basis dienten, wie beim Gerätewagen die in Leipzig hergestellten Güterwagen der Gattung Gbs. Auch das Laufwerk, das Fahrgestell und die Bremsen waren mit denen des Gerätewagens identisch und werden deshalb hier nicht noch einmal beschrieben. Der Energieversorgungswagen hat nur an einem Ende einen UIC-Übergang mit Gummiwülsten, der durch eine Drehtür verschlossen werden kann. An dem gegenüberliegenden Wagenende wurde durch eine Trennwand mit Drehtür ein separater Raum für den Stromerzeuger abgeteilt. Der so entstandene Maschinenraum nimmt ungefähr ein Fünftel des Wagengrundrisses ein und ist mit Schallschutzmaßnahmen versehen. Das dort ursprünglich verbaute Dieselaggregat war luftgekühlt und hatte eine Leistung von 20 kVA. In den noch vorhandenen Hilfszügen kommen nunmehr neue, schallisolierte und emissionsarme Stromerzeuger zum Einsatz. In den Seitenwänden des Maschinenraumes verbaute man seitlich Türen mit Jalousien (zum einfachen Wechseln des Aggregates), Axiallüfter für den Luftaustausch und je ein Klappfenster auf jeder Wagenseite.
Damit der Hilfszug auch mit dem Energieversorgungswagen voran zur Einsatzstelle geschoben werden konnte, erhielt auch der Maschinenraum einen vereinfachten Führerstand mit den, aus dem Aufenthaltswagen bekannten Steuer- und Signaleinrichtungen.
Der restliche Raum des Wagens beherbergt eine Werkstatteinrichtung mit Werkbank und Schweißgeräten, Regalen für Beleuchtungsgerät und Kabel sowie Lagerungen für Handwerkzeuge und Gasflaschen. Zur Verladung schwerer Ausrüstungsteile erhielt der Wagen, abweichend vom Brückenkran des Gerätewagens, zwei Säulendrehkräne. Die beiden, diagonal neben den Schiebetüren angeordnete Kräne werden elektrisch betrieben und haben eine Hubkraft von je 2,5 kN.
Weitere Aufgleisgeräte, schwere Seile und Seilhaken sind funktionell in Gerätekästen und Aufnahmen am Untergestell des Wagens verstaut.
Alle Wagenkästen des Standard-Hilfzuges der Deutschen Reichsbahn hatten bei der Ablieferung einen einheitlichen dunkelgrünen Anstrich mit Polyurethan-Lack. Die Fahrgestelle und Laufwerke waren tiefschwarz und die Dächer einheitlich hellgrau ausgeführt. Seit Übernahme der Hilfszüge in den Bestand der Deutschen Bahn erhielten die Fahrzeuge bei anstehenden Revisionen und Fristarbeiten nach und nach einen verkehrsroten Anstrich nach dem neuen Farbschema der DB Notfalltechnik.